# Stapelholm
54°21′N 9°15′Ø / 54.350°N 9.250°Ø
Stapelholm (tysk) eller Stabelholm (dansk) i det nordlige Tyskland, er området mellem floderne Trenen og Ejderen i Slesvig-Holsten. Det sumpede land mellem flodarmene fungerede i praksis som en række øer uden nogen central bebyggelse og først ved anlæggelsen af Frederiksstad i udkanten mod Nordfrisland, fik man en egentlig by.
Områdets østlige del hører administrativt til Slesvig-Flensborg Kreds (Sønder og Nørre Stabel, Ervde, Tiele, Volde, Bergenhusen), den vestlige til Nordfrislands Kreds (Drage, Sæd). Stabelholm var længe en grænseegn mellem Ditmarsken, Nordfrisland og den jyske gest.

## Grænser
Landskabet Stapelholm grænsede mod nord til Svavsted Amt, Husum Amt og Krop Herred, mod øst til Krop og Hohn Herreder, mod syd til Ejderen, mod vest til Ejderen og Frederiksstad, Svavsted Amt og Husum Amt. Skellet mod Husum og Svavsted Herreder udgjordes af Trenen å.

## Landskab
Landskabet bestod af gest- og marskland. Jorden blev karakteriseret som frugtbar.

## Administrative forhold
Amtmanden over Gottorp Amt var tillige amtmand over Stapelholm. Stapelholm havde sin egen landfoged, der tillige var landskriver. Desuden havde Stapelholm sin egen landret og sin egen digeordning.
Stapelholm bestod af tre sogne:
- Sønder Stabel Sogn
- Bergenhusen Sogn
- Ervde Sogn

## Historie
Stapelholm omtales ikke i Kong Valdemars Jordebog og må formodes at have udgjort en del af kongelevet Fræslet. Navnet Stabel (oldnordisk stöpull) bruges i de ældre love ofte om et grænseskel mellem herreder, marker osv, betegnet ved pæle eller sten.
Stapelholm led meget under oversvømmelser, især efter 1338, og to marsksogne, Sankt Johannes syd for Svavsted og Dornebøl sydøst for Sønderhøft, skal være gået helt til grunde og befolkningen flyttet op på gest-randen henholdsvis i syd og nord. Derved skulle byerne Sæd og Drage i Stapelholm være opståede.
En undersøgelse af indbyggernes navne i 1540 viser, at disse da var ditmarskere.